# ميناموتو نو يوشيناكا
ميناموتو نو يوشيناكا (باليابانية: 源 義仲، بالروماجي: Minamoto no Yoshinaka)، (وفاة 1184) يعرف أيضاً باسم كيسو نو يوشيناكا (باليابانية: 木曾 義仲، بالروماجي: Kiso no Yoshinaka) أو (لورد كيسو)، وهو محارب ساموراي وقائد عسكري لقوات ميناموتو في حرب غينبيه ضد قبيلة تايرا.
ولد في مقاطعة موساشي، وأسمه البوذي [الإنجليزية] عند الولادة كان «توكون ين غيسان سينكو؛徳音院義山宣公».

## النشأة
ولد كإبن لميناموتو نو يوشيكاتا، الذي قتل على يد ميناموتو نو يوشيهيرا [الإنجليزية] عام 1155، كما حاول يوشيهيرا قتل يوشيناكا أيضاً لكن تم تهريبه إلى مقاطعة شينانو [الإنجليزية].
تربى مع أخيه بالرضاعة «ناكاهارا شيرو» والذي سيغيّر أسمه لاحقاً إلى إيماي كانيهيرا، ليصبح أفضل داعم ومساعد ليوشيناكا وأكثرهم ولاءً له، غيّر يوشيناكا أيضاً إسمه الثاني فيما بعد من «ميناموتو» إلى «كيسو» نسبةً إلى جبال كيسو [الإنجليزية] التي تربى فيها.

## حرب غينبيه
عام 1181، تلقى يوشيناكا طلب الأمير موتشيهيتو بإستنفار كافة محاربي قبيلة ميناموتو للوقوف في وجه تمرد تايرا، حيث دخل يوشيناكا حرب غينبيه وأسس جيشاً ليغزو مقاطعة إيتشيغو [الإنجليزية]، ثم يهزم قوات تايرا التي أرسلت للتصدي له في تلك المنطقة.
في عام 1183، كان الخلاف قد بدأ بين يوشيناكا وابن عمه يوريتومو لكن بعلمهم بتحشيد تايرا لجيش كبير وإنطلاقها من كيوتو، تصالح يوشيناكا مع ابن عمه يوريتومو وأرسل إبنه إلى كاماكورا كرهينة لضمان التحالف ثم إتحدت قواته مع قوات عمه ميناموتو نو يوكييه، في حصن هيوتشي لكنه خسر خسارة كبيرة وتعرض للعار والإنهزام.
صمم يوشيناكا على توجيه ضربة ليوريتومو، عن طريق تحركه بمفرده لإستعادة عاصمة الإمبراطورية كيوتو من قوات قبيلة تايرا، وفعلاً دخل العاصمة الإمبراطورية وإلتحق به الإمبراطور المنعزل غو-شيراكاوا [الإنجليزية]، والذي أعطاه الإذن بالإنضمام إلى قوات عمه ميناموتو نو يوكييه، لملاحقة وتدمير قوات تايرا بقيادة تايرا نو مونيموري. ثم أعطاه الإمبراطور يوشيناكا لقب «أساهي شوغون؛旭 将軍».
لاحقاً تآمر يوشيناكا مع عمه يوكييه من أجل السيطرة على الدولة وتشكيل حكومة في مقاطعتهم الشمالية ولضمان حدوث هذا كان عليه أسر الإمبراطور غو-شيراكاوا [الإنجليزية]، لكن قام يوكييه بتسريب الخطة إلى الإمبراطور والذي بدوره سربها إلى يوريتومو في كاماكورا، ليأمر الأخير بتوجيه جيشه بقيادة يوشيتسونيه ونوريوري إلى كيوتو لدحر يوشيناكا.
تمكنت قوات يوريتومو من التغلب على يوشيناكا في معركة أوجي الثانية وطرد من كيوتو ثم تم القضاء عليه في معركة أوازو، حاول أخيه بالرضاعة إيماي كانيهيرا البحث عن مكان منعزل ليقوم بالإنتحار لكن يقال بأنه علق مع حصانه في الطين مما مكن الجنود من الإقتراب منه وقتله.
تم دفن يوشيناكا في أوتسو ضمن محافظة شيغا، وتم بناء ضريح له خلال فترة موروماتشي لاحقاً، تمت تسميه الضريح غيتشو-جي [اليابانية] (الاسم يحمل نفس حروف الكانجي في اسم يوشيناكا)، بينما دفن إيماي كانيهيرا في أوتسو أيضاً لكن في مكان أخر بعيد عن ضريح يوشيناكا، كما تم دفن الشاعر ماتسو باشو من فترة إيدو وفقاً لوصيته في ضريح غيتشو-جي [اليابانية] إلى جوار يوشيناكا.

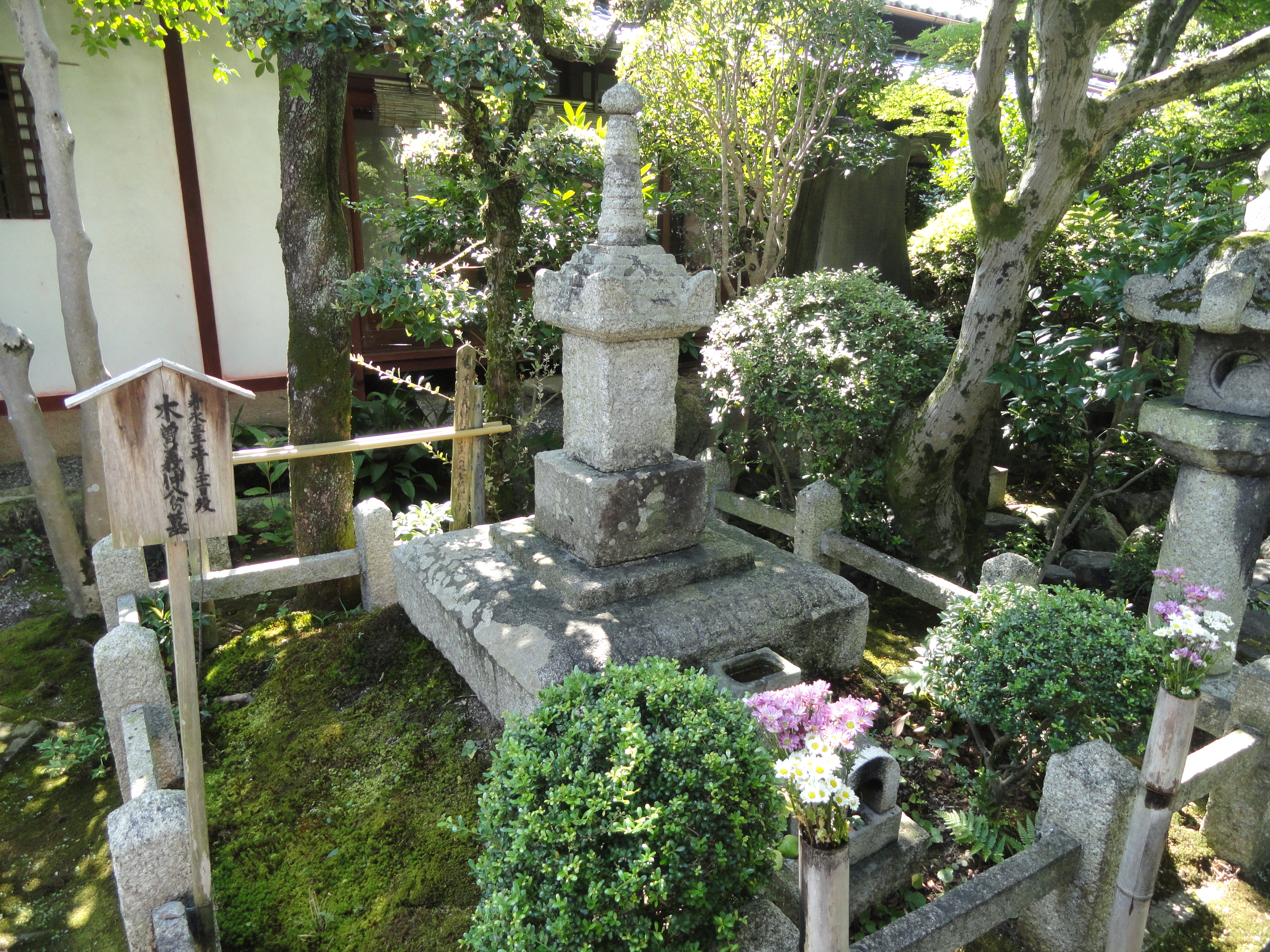
قبر ميناموتو نو يوشيناكا في ضريح ضريح غيتشوجي، أوتسو، محافظة شيغا.

## الأثر
يعتبر يوشيناكا من الشخصيات الرئيسية في حرب غينبيه، وقصته مع أخيه إيماي كانيهيرا معروفة جيداً في اليابان، وتم ذكره في مسرحيات النو، حيث يصف شبح كانيهيرا المعذب موته وموت يوشيناكا ورغبته في الذهاب إلى الجانب الآخر.